# Tobaccoville
Tobaccoville és una població dels Estats Units a l'estat de Carolina del Nord. Segons el cens del 2000 tenia 2.209 habitants.

## Demografia
Segons el cens del 2000, Tobaccoville tenia 2.209 habitants, 889 habitatges i 661 famílies. La densitat de població era de 120,3 habitants per km².
Dels 889 habitatges en un 32,6% hi vivien nens de menys de 18 anys, en un 65% hi vivien parelles casades, en un 7,1% dones solteres, i en un 25,6% no eren unitats familiars. En el 21,6% dels habitatges hi vivien persones soles el 8% de les quals corresponia a persones de 65 anys o més que vivien soles. El nombre mitjà de persones vivint en cada habitatge era de 2,48 i el nombre mitjà de persones que vivien en cada família era de 2,89.
Per edats la població es repartia de la següent manera: un 24% tenia menys de 18 anys, un 6,5% entre 18 i 24, un 31,6% entre 25 i 44, un 27,3% de 45 a 60 i un 10,6% 65 anys o més.
L'edat mediana era de 39 anys. Per cada 100 dones de 18 o més anys hi havia 93,9 homes.
La renda mediana per habitatge era de 48.233 $ i la renda mediana per família de 56.034 $. Els homes tenien una renda mediana de 34.554 $ mentre que les dones 27.288 $. La renda per capita de la població era de 21.620 $. Entorn del 3,4% de les famílies i el 5,2% de la població estaven per davall del llindar de pobresa.

## Poblacions més properes
El següent diagrama mostra les poblacions més properes.